# جزيرة خوفينتود

الجزيرة الحمراء هي جزيرة الشباب بالنسبة لكوبا

جزيرة خوفينتود أو «جزيرة الشباب» (بالإسبانية: Isla de la Juventud)‏ هي ثاني أكبر جزيرة في كوبا وسابع أكبر جزيرة من جزر الهند الغربية (بعد كوبا نفسها وهيسبانيولا وجامايكا وبورتوريكو وترينيداد وجزيرة أندروس)، تبلغ مساحة الجزيرة 3056 كيلومتر مربع (1180 ميل مربع)، تقع على بعد 100 كيلومتر جنوبي جزيرة كوبا عبر خليج باتابانوه، كما أنها تقع مباشرة جنوب العاصمة هافانا وبينار ديل ريو، تدار الجزيرة مباشرة من قبل الحكومة المركزية في كوبا، يقدر عدد سكان الجزيرة ب 100,000 نسمة، تعتبر مدينة نويفا جيرونا في الشمال هي عاصمة الجزيرة وأكبر مدنها على الإطلاق، وكانت جزيرة تسمى جزيرة باينز (جزيرة دي بينوس) حتى تم تغيير اسمها في عام 1978.

## تاريخها

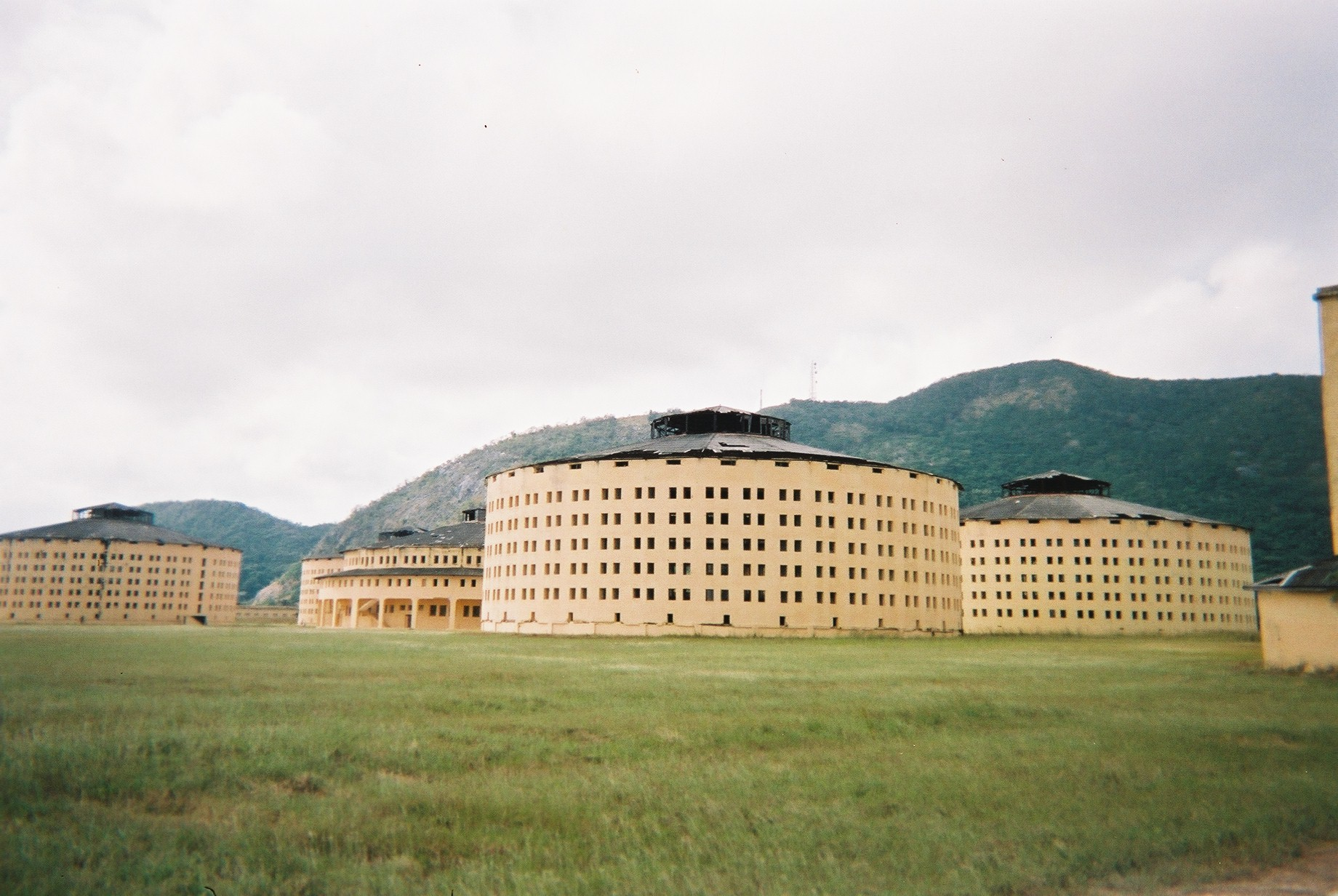
صورة لمبنى سجن بنوبتيكن في موديلو بريسديو.

لا يعرف سوى القليل عن تاريخ الجزيرة ما قبل اكتشاف كرستوفر كولومبوس للجزيرة، على الرغم من مجمع الكهوف الذي اكتشف بالقرب من شاطئ بونتا دل إستي الذي يحفظ يحفظ 235 من الرسومات القديمة التي أدلى بها السكان الأصليين، عرفت الجزيرة لأول مرة بواسطة الأوروبيين خلال رحلة كريستوفر كولومبوس عام 1494، أسمى كولومبوس الجزيرة باسم (la Evangelista) وادعى أنها ملك إسبانيا، ثم عرفت فيما بعد باسم (de Cotorras) أي جزيرة الببغاوات، ثم عرفت بجزيرة (de Tesoros) أي جزيرة الكنز واستقر الاسم في نهاية المطاف على (Isla de la Juventud) أي جزيرة الشباب.
في أعقاب انتصار الولايات المتحدة الأمريكية في الحرب الإسبانية الأمريكية، ألغت أسبانيا جميع مطالباتها إلى كوبا وفقا لأحكام معاهدة باريس لعام 1898، ولم تذكر جزيرة Isla de la Juventud (جزيرة الشباب) في المعاهدة التي حددت الحدود الرسمية لكوبا(جغرافيا كوبا)، وهذا ما أدى إلى المطالبات المتنافسة للجزيرة من قبل كل من الولايات المتحدة الأمريكية وكوبا (المستقلة في تلك الفترة)، وفي عام 1907، قررت المحكمة العليا الأميركية أن الجزيرة لا تنتمي إلى الولايات المتحدة، وتم التوقيع على معاهدة بين الولايات المتحدة وكوبا في عام 1925، نصت على الاعتراف بملكية الجزيرة لكوبا.

## الجغرافيا والاقتصاد
تغطي الجزيرة غابات الصنوبر التي تعد المصدر الأساسي لصناعة الخشب في الجزيرة، يتم استخراج الرخام من المنطقة الشمالية من الجزيرة والتلال المنخفضة، في حين أن المنطقة الجنوبية مِعدّة للزراعة، وتعد الزراعة وصيد الأسماك من الصناعات الرئيسية في الجزيرة حيث يتم زراعة الحمضيات والخضار، أما الرمال السوداء الممتدة على شاطئ الجزيرة فقد تشكلت نتيجة النشاط البركاني.
تتمتع الجزيرة بمناخ معتدل ولكن من المعروف معانات الجزيرة من الأعاصير المتكررة، وعلى الرغم من هذا إلا أنها تُعد مقصد سياحي شهير مع توفر العديد من الشواطئ والمنتجعات بما في ذلك شاطئ (Bibijagua)، يذكر أن الحكومة الكوبية قامت بمصادرة جميع الممتلكات المملوكة للأجانب في عام 1960 وكانت ملكيات الأجانب في معظمها للأميركيين.

## السكان والنقل
في عام 2004 بلغ مجمل سكان الجزيرة حوالي 86637 نسمة، أي إن الكثافة السكانية تبلغ 35.8 لكل كلم مربع، وتعتبر وسيلة النقل الرئيسية من وإلى الجزيرة هي القوارب والطائرات، ويقوم القارب بالقيام برحلة من وإلى الجزيرة في مدة ما بين ساعتين وثلاث ساعات، أما نقل البضائع بالقوارب فتأخذ حوالي ست ساعات.

## السجون

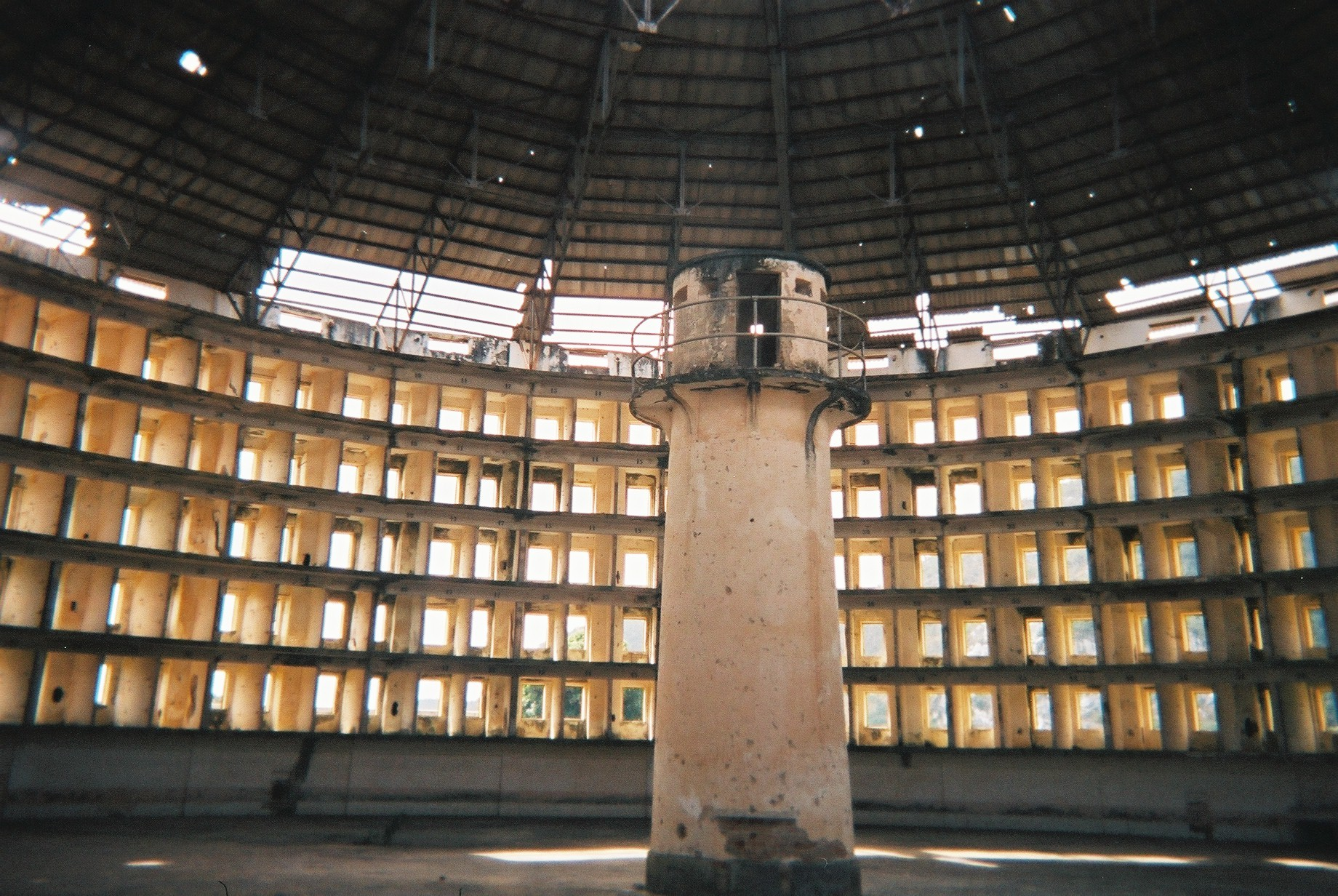
سجن بنوبتيكن في موديلو بريسديو

سجن بنوبتيكن في موديلو بريسديو (Presidio Modelo)، بنيت في عهد الديكتاتور جيراردو مإرشادو بين أعوام 1953 - 1955، وسُجن الزعيم الكوبي فيدل كاسترو في في هذا السجن الذي يقع في جزيرت يوث (Isla de la Juventud) من قبل نظام باتيستا فولجنسيو بعدما قاد فيدل كاسترو في يوليو من عام 1953 هجوم فاشل على ثكنة مونكادا بعد الثورة الكوبية، واستخدام نظام باتيستا مإرشادو التسهيلات نفسها لسجن أعداد كبيرة من الثوار، وسُجن أيضا هوبر ماتوس (القائد في الجيش الثوري الذي حاول الاستقالة من الجيش الثوري).
وقد أصبح اليوم سجن موديلو بريسيديو متحف بعد أن تم إغلاقه، وتم استبدال هذا السجن بسجون أكثر حداثة، وتشمل على التصنيفات التالية: (MAS= سجن الأمن الأقصى ؛ COR= الإصلاحية) :
- سجن القوايابو (MAS)
- مركز لإعادة تعليم القاصرين (COR)
- إصلاحية لوس كولونس (COR)
- باكويتو روزالس (COR)
- سجن لوس أنجلوس (COR)

## معرض صور

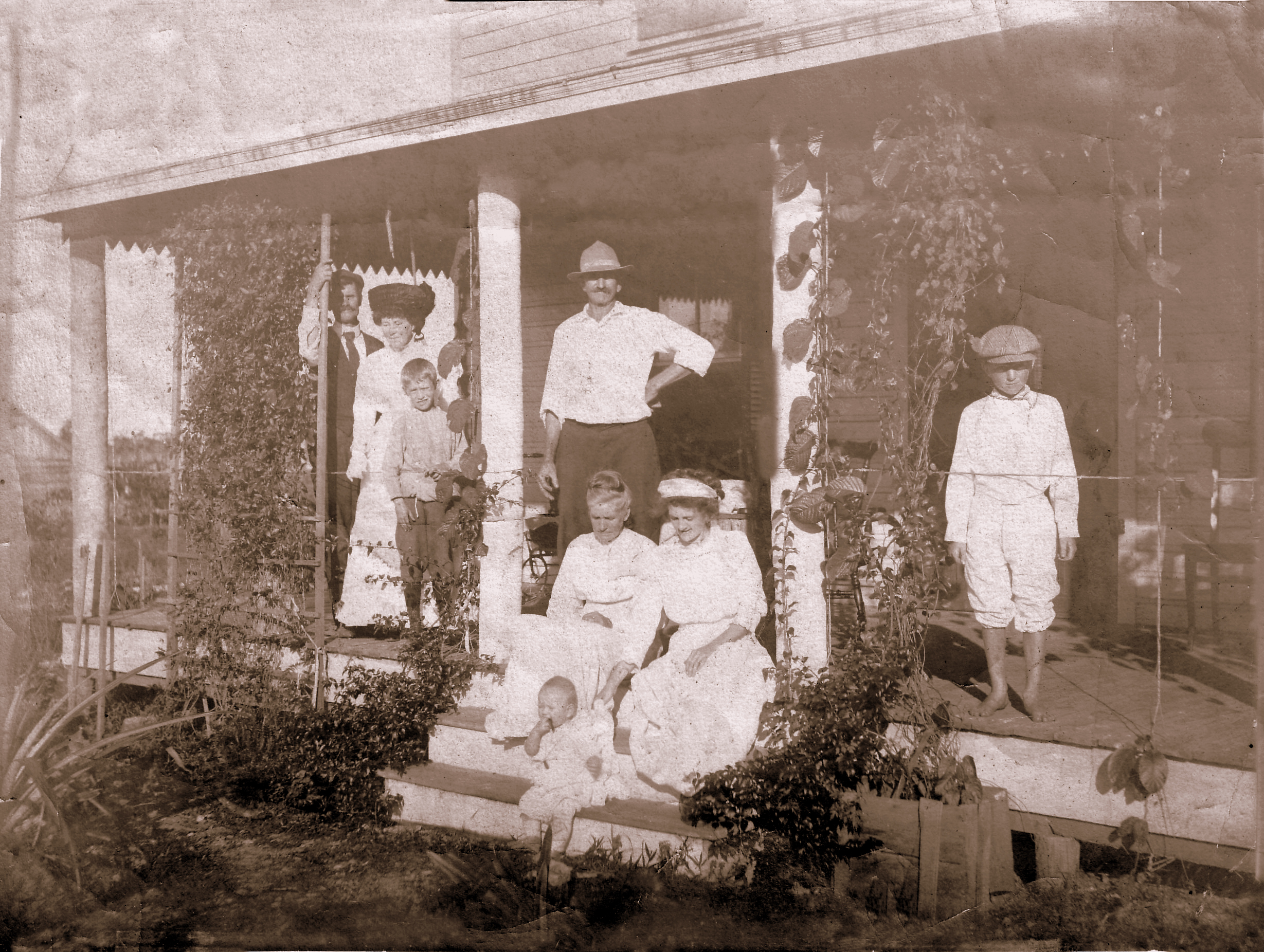
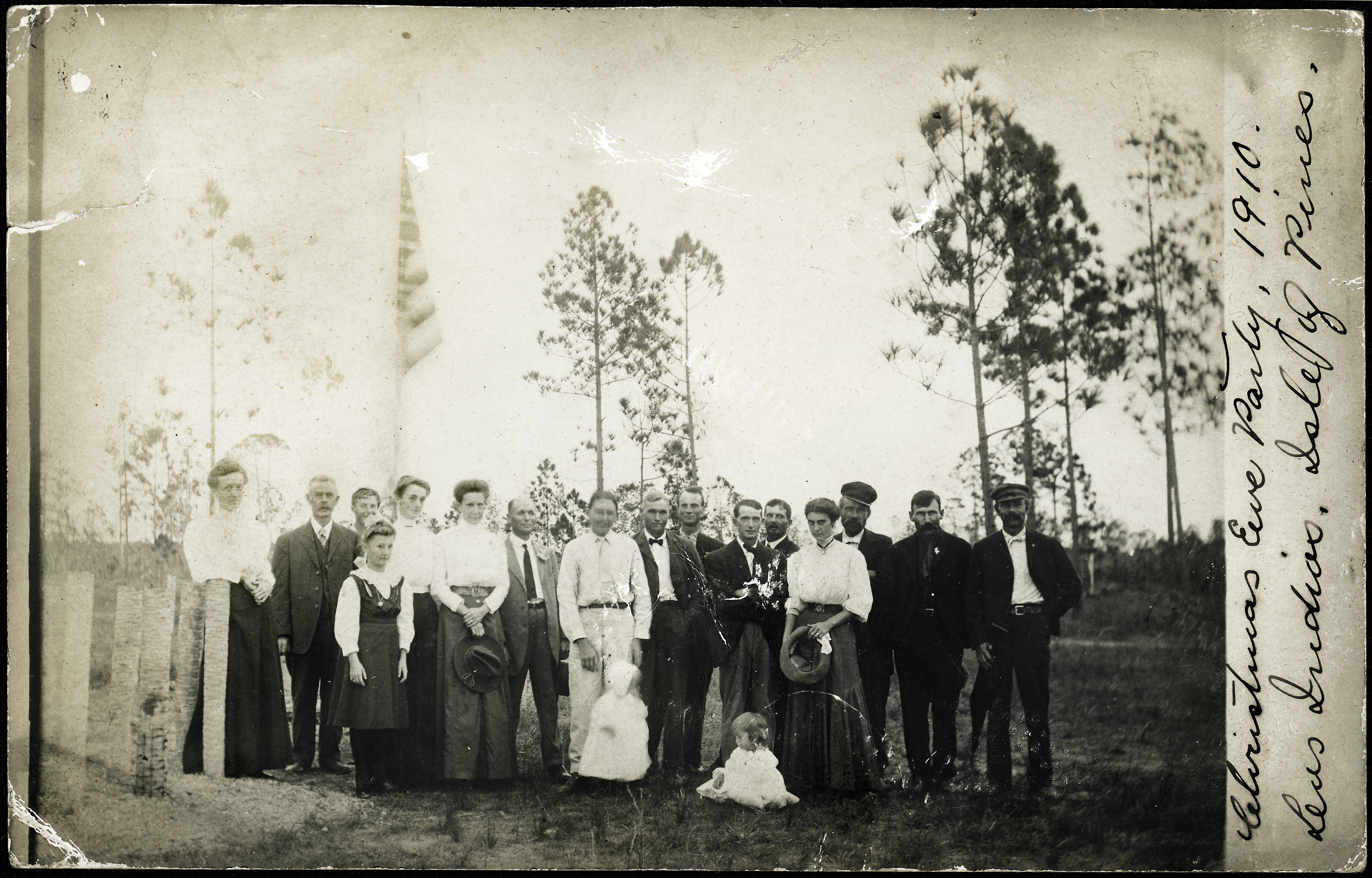
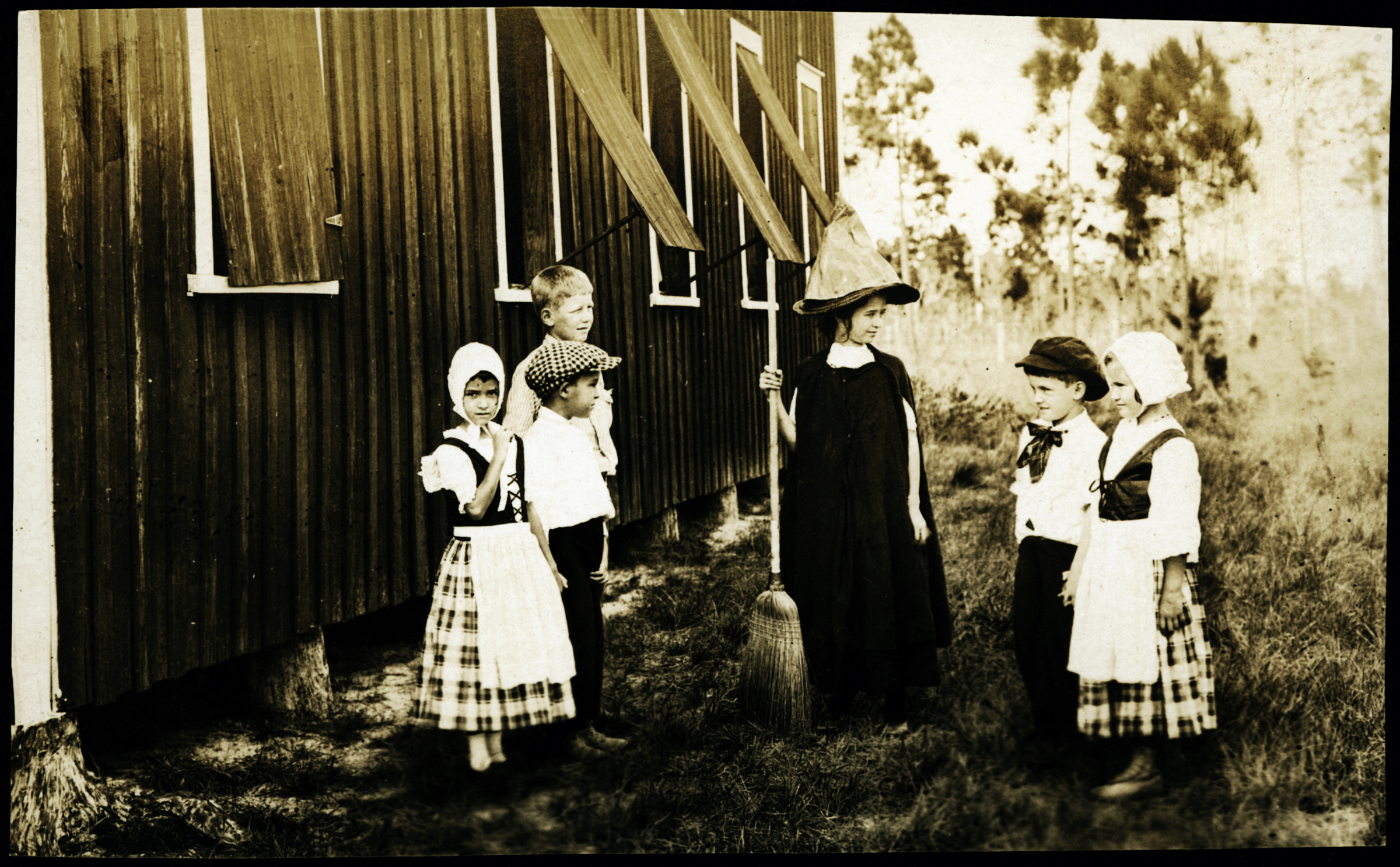

## وصلات خارجية
- Supreme Court decision of 1907
- Municipality page (Spanish)
- www.isla-de-juventud.com/ English Version
- La Isla: The Secret Side of Cuba نسخة محفوظة 5 مايو 2010 على موقع واي باك مشين.